# 伊斯塔帕盧卡
伊斯塔帕盧卡是墨西哥的城市，由墨西哥州負責管轄，位於該國中部，始建於1820年，面積315平方公里，海拔高度2,260米，每年平均降雨量660毫米，2005年429,033。

## 外部連結
- Portal Oficial de Ixtapaluca （页面存档备份，存于） Official website
- Information on Ixtapaluca municipality (Spanish)